# Santa Maria (Davao del Sur)
Santa Maria è una municipalità di terza classe delle Filippine, situata nella Provincia di Davao Occidental, nella Regione del Davao.
Santa Maria è formata da 22 baranggay:
- Basiawan
- Buca
- Cadaatan
- Datu Daligasao
- Datu Intan
- Kidadan
- Kinilidan
- Kisulad
- Malalag Tubig
- Mamacao
- Ogpao
- Poblacion
- Pongpong
- San Agustin
- San Antonio
- San Isidro
- San Juan
- San Pedro
- San Roque
- Santo Niño
- Santo Rosario
- Tanglad